# William Brade
William Brade (1560-1630) est un compositeur, violoniste et joueur de viole anglais de la fin de la Renaissance et du début de l'époque baroque.

## Biographie
William Brade naît probablement en Angleterre, vers 1560. Il fait carrière en Allemagne, travaillant pour plusieurs petits états d’Europe du nord. À partir de 1590, il travaille alternativement pour le Duché de Prusse et pour Christian IV de Danemark, mais aussi pour le Duché de Brunswick-Lunebourg. Actif principalement en Allemagne du Nord, il a été le premier compositeur anglais à écrire une canzone, et probablement le premier à écrire une pièce pour violon solo.
William Brade décéda le 26 février 1630 à Hambourg.

## Son œuvre
Ses compositions sont principalement écrites pour instruments à cordes, essentiellement pour la danse. Il était aussi apprécié comme interprète, que comme compositeur. Parmi ses élèves, on compte le compositeur et violoniste hambourgeois Johann Schop († 1667).

## Sources
- George Grove; Stanley Sadie : article William Brade, in The New Grove Dictionary of Music and Musicians, Macmillan Publishers, Londres, 1980.